# Thiruppugazh
Thiruppugazh (del tamil திருப்புகழ் tiruppukazh: "alabanza santa" o "divina gloria") es una antología del siglo XV de canciones religiosas en idioma tamil dedicadas Murugan, hijo de Shiva, escritas por el poeta santo Arunagirinathar. La antología es considerada uno de los trabajos centrales de la literatura tamil medieval, tanto por sus cualidades poéticas y musicales, como por su contenido religioso, moral y filosófico.
Las canciones de Arunagirinathar aclaman a Murugan como fuente de conocimiento, el cual es descrito como poseedor total de amor y compasión. Arunagirinathar dice en el Thiruppugazh que las canciones, por la gracia de Murugan, transmitirán las perlas de la devoción y la sabiduría. El Thiruppugazh fue escrito en una forma de tamil diferente del tamil clásico. Sus versos son más rítmicos que los versos clásicos estilizados. 